# Heart Wants What It Wants
Heart Wants What It Wants è un singolo della cantante statunitense Bebe Rexha, pubblicato il 17 febbraio 2023 come secondo estratto dal terzo album in studio Bebe.

## Antefatti
L'8 febbraio 2023, in occasione di un listening party a Los Angeles, Rexha ha annunciato l'imminente uscita del suo terzo album in studio Bebe e del singolo Heart Wants What It Wants.

## Descrizione
Heart Wants What It Wants è un brano pop suonato in chiave di Do maggiore al tempo di centoventotto battiti al minuto. Il singolo è stato scritto da Rexha, Bonnie McKee, Ido Zmishlany, Jussi Karvinen, Liana Banks, Ray Goren, Ryan Williamson e Sarah Solovay e prodotto da Zmishlany.  Si tratta di una canzone disco, funk e pop in stile anni settanta che parla dell'emozione che si prova quando «ci si disinnamora» e dei temi dell'empowerment e dell'amore per se stessi. Nel brano, Rexha intende chiarire al partner che non può garantire di amarlo per sempre, avendo in precedenza creduto che il suo ex fosse il suo unico vero amore finché il suo cuore non ha deciso diversamente.

## Accoglienza
Heart Wants What It Wants è stata accolta positivamente dalla critica. Secondo George Griffiths della Official Charts Company, la canzone è un «successo dirompente» che funge da «perfetto apripista »per il terzo album in studio di Rexha e si inserisce nel «paesaggio sonoro degli anni settanta». Eryn Murphy di Euphoriazine ha definito la canzone una «creazione originale» e la «migliore anteprima» dell'album e ha risposto positivamente alla performance vocale «inconfondibile» della cantante che «eleva l'atmosfera disco pop» della canzone. Alex Gonzalez di Uproxx ha sottolineato la voce «frizzante e pop» di Rexha e il suono «groovy e di ispirazione disco» del brano, pronto a «colpire la pista da ballo». Jennifer Machin di Hypebae si è complimentata con la canzone per la sua orecchiabilità e con Rexha per aver trasmesso «grandi vibrazioni disco dance». Janet Mfumuzingi di Chérie FM ha definito la canzone un titolo «audace e coinvolgente» e ha commentato che mostra un lato «maturo e adempiuto» di Rexha.

## Video musicale
Il videoclip, diretto da Michael Haussman, è stato pubblicato sul canale YouTube della cantante in concomitanza con la diffusione del brano. Si tratta di un video a tema anni settanta e retrò, che mira a mostrare le tecniche di ripresa utilizzate in passato utilizzando attrezzature cinematografiche d'epoca. Inizia con un'inquadratura ravvicinata di un CD rotante che mostra il titolo della canzone. In seguito, mostra la cantante posizionata dietro un furgone e una troupe cinematografica che esce dal quest'ultimo, seguendo Rexha attraverso un'area boschiva fino ad arrivare a un ambiente retrò, dotato di apparecchiature di ripresa e microfoni. Qui Rexha si esibisce e viene poi raggiunta da un ballerino. Il video si conclude con la cantante che canta e si diverte su una pista da ballo in un ambiente più buio, con luci lampeggianti e circondata da una troupe di ballerini che creano un'atmosfera disco festosa.
È stato pubblicato il 6 marzo 2023 un prequel della clip di Heart Wants What It Wants, che mostra la cantante mentre viene ripresa vicino al furgone cantando il singolo.

## Tracce
Testi e musiche di Bebe Rexha, Bonnie McKee, Ido Zmishlany, Jussi Karvinen, Liana Banks, Ray Goren, Ryan Williamson e Sarah Solovay.
Download digitale
1. Heart Wants What It Wants – 3:02

Download digitale – Remixes
1. Heart Wants What It Wants (MK Remix) – 3:40
2. Heart Wants What It Wants (Nicky Romero Remix) – 4:13

## Successo commerciale
Heart Wants What It Wants ha trovato successo radiofonicamente, entrando le graduatorie airplay di Bulgaria, Croazia, Libano e Polonia. La canzone ha inoltre raggiunto la top 40 nelle classifiche Billboard Adult Top 40 e Mainstream Top 40 degli Stati Uniti e la quarantaseiesima posizione nella classifica canadese CHR/Top 40.

## Classifiche
| Classifica (2023) | Posizione massima |
| ----------------- | ----------------- |
| Bulgaria          | 10                |
| Libano            | 18                |